# Der schwarze Spiegel (Film)
Der schwarze Spiegel (Originaltitel: The Dark Mirror) ist ein in Schwarzweiß gedrehter US-amerikanischer Film noir von Robert Siodmak aus dem Jahr 1946, in dem Olivia de Havilland, Lew Ayres und Thomas Mitchell die Hauptrollen spielen. Nunnally Johnson schrieb das Drehbuch nach einer Originalidee von Vladimir Pozner.

## Handlung
Der Arzt Dr. Perada wird ermordet in seiner Wohnung aufgefunden. Die Ermittlungen führen die Polizei um Ltd. Stevenson bald zu Peradas Freundin Terry Collins, die zum Tatzeitpunkt von zwei Zeugen in Nähe der Wohnung gesehen wurde und zunächst als wahrscheinliche Mörderin gilt. Gleichzeitig haben jedoch mehrere vertrauenerweckende Zeugen Terry während der Tatzeit auf einem Musikkonzert gesehen. Schnell findet Stevenson des Rätsels Lösung: Terry hat eine Zwillingsschwester namens Ruth, die ihr äußerlich aufs Haar gleicht. Sie teilten sich mitunter den Job und die Identität, an ihrer Arbeitsstelle am Zeitungsstand eines Ärztehauses wusste niemand davon.
Stevenson verhaftet beide, nachdem die Schwestern keine Aussage machen wollen, wer von ihnen sich wo zum Tatzeitpunkt jeweils aufgehalten hat. Für Stevenson ist ersichtlich, dass eine der beiden Schwestern die Mörderin von Perada ist – doch alle Zeugen können die Schwestern nicht voneinander unterscheiden. Der Staatsanwalt hält eine Anklage deshalb für sinnlos, eine der Schwestern scheint ein perfektes Verbrechen begangen zu haben.
Einige Zeit später besucht Stevenson den Psychologen Scott Elliott, zu dessen Fachgebiet Zwillinge gehören. Er ist den Schwestern bekannt, da er seine Praxis in dem Ärztehaus besitzt, in dem sie gearbeitet haben. Elliott führt seit vielen Jahren Studien über Zwillinge durch und will eine solche nun auch mit den Schwestern in Angriff nehmen. Zugleich vereinbart er mit Stevenson, ihn über für den Mordfall relevante Erkenntnisse gegebenenfalls zu informieren. 
Zunächst vermuten die Schwestern hinter dem Angebot von Dr. Elliott einen Trick der Polizei, doch insbesondere die selbstbewusstere Terry brennt auf den Test, während Ruth ängstlich reagiert. Elliott unterzieht die Schwestern unter anderem einem Rorschach-Test, bei dem Ruth versehentlich das Wort Spiegel mit Tod verknüpft. Terry gerät über diese Wortverknüpfung in Wut und verlangt von Ruth, dass sie die Mordgeschichte um Dr. Perada endlich vergessen solle. Scott freundet sich mit Ruth an und unterhält sich mit beiden Schwestern. Terry erzählt dem Arzt, dass der einzige Unterschied zwischen ihnen immer gewesen sei, dass sie keinen von Ruths Liebhabern gemocht habe. Als Scott und Ruth sich einmal vor dem Apartment der Schwestern küssen, wird das zufällig von Terry eifersüchtig beobachtet. 
In der Folgezeit versucht Terry nun, ihre Schwester mit der Gaslighting-Technik zu zerstören, indem sie ihr falsche Tatsachen vorspiegelt. So erzählt sie Ruth, dass sie nachts regelmäßig aus Albträumen aufwache – woran sich Ruth jedoch nicht erinnern kann, sodass sie befürchtet, wahnsinnig zu werden. Bei einem Test mittels eines Lügendetektors befragt Dr. Elliott Terry über Ruths frühe Beziehungen und der Lügendetektor schwenkt regelmäßig aus. Dem Arzt wird klar, dass Terry von Hass und Paranoia gegenüber ihrer Schwester getrieben ist, weil Ruth – obwohl sie beide gleich aussehen – immer schon von ihren Mitmenschen mehr gemocht wurde. Die Testresultate weisen auf Terry als Mörderin hin und deuten auch darauf hin, dass Ruth eines Mordes nicht fähig wäre. Stevenson fordert Elliott auf, Ruth die Testergebnisse sofort mitzuteilen, da sie möglicherweise in Gefahr sei. 
Am Telefon erreicht Elliott Terry, die vorgibt, ihre Schwester zu sein, und sich am Abend mit ihm treffen will. Kurz darauf erscheint die echte Ruth im Büro des Psychologen, die inzwischen glaubt, wahnsinnig zu sein. Der Arzt verneint dies, gibt Ruth jedoch nicht die Testergebnisse. Als Terry in der Rolle von Ruth später am Abend bei ihm erscheint, enthüllt Elliott ihre wahre Identität und konfrontiert sie mit der Diagnose, dass sie wahnsinnig sei und Perada ermordet habe. In diesem Moment ruft Stevenson vom Apartment der Collins an, dass Ruth Suizid begangen habe. Gegenüber Stevenson behauptet Terry immer noch, dass sie Ruth sei und Terry den Doktor aus Eifersucht ermordet habe. Auf dem Höhepunkt des Geständnisses erscheint die echte Ruth, die sich im Nebenzimmer aufgehalten hat. In hysterischer Wut wirft Terry ein Objekt auf die Reflexion ihrer Schwester im Spiegel, ehe sie verhaftet wird. In der Schlussszene bahnt sich eine Liebesbeziehung zwischen Ruth und Dr. Elliott an.

## Produktion, Veröffentlichung
Die Dreharbeiten wurden am 29. März 1946 abgeschlossen. Die fotografischen Effekte, mit deren Hilfe Olivia de Havilland in beiden Rollen in derselben Einstellung gezeigt werden konnte, wurden von dem im Vorspann nicht genannten Kameraveteranen Eugen Schüfftan besorgt. Siodmak bekannte später, dass er trotz des Erfolges des Films Johnsons Drehbuch für nicht besonders gelungen hielt und Schwierigkeiten mit seiner Hauptdarstellerin de Havilland hatte, die sich seinen Regieanweisungen widersetzt habe.
Der schwarze Spiegel startete am 18. Oktober 1946 in den USA (New York, Loew’s Criterion) und am 21. April 1950 in den deutschen Kinos.

## Synchronisation
Die Synchronfassung entstand zur deutschen Kinopremiere 1950 bei der Ultra Film Synchron GmbH, München. Das Dialogbuch kam von Bertha Gunderloh, die Dialogregie führte Alfred Vohrer.
| Rolle                        | Darsteller          | Synchronsprecher      |
| ---------------------------- | ------------------- | --------------------- |
| Terry Collins / Ruth Collins | Olivia de Havilland | Eva Vaitl             |
| Dr. Scott Elliott            | Lew Ayres           | Hans Nielsen          |
| Ltd. Stevenson               | Thomas Mitchell     | Bum Krüger            |
| Rusty                        | Richard Long        | Gert Günther Hoffmann |
| Staatsanwalt Girard          | Charles Evans       | Walter Holten         |
| Zeuge George Benson          | Lester Allen        | Richard Münch         |
| Sgt. Temple                  | William Halligan    | Otto Wernicke         |

## Kritik
Bosley Crowther von der New York Times fand, der Film leide „am mangelnden Einfallsreichtum des Autors, das Puzzle in einer zufriedenstellenden Weise aufzulösen“. Das Lexikon des internationalen Films sieht „ein raffiniert ausgeklügeltes intellektuelles Spiel. Psychoanalyse zum Gruseln, spannend inszeniert und glänzend gespielt.“

## Auszeichnung
Der Film war 1946 in der Kategorie „Beste Originalgeschichte“ für einen Oscar nominiert.

## Nachwirkung
1984 wurde eine TV-Neuverfilmung im US-Fernsehsender ABC ausgestrahlt. Jane Seymour übernahm die Doppelrolle der Zwillingsschwestern.